# Проточное (Астраханская область)
Проточное — село в Лиманском районе Астраханской области России. Административный центр и единственный населённый пункт Проточенского сельсовета.

## Общая физико-географическая характеристика
Село расположено на севере Лиманского района, в пределах являющейся частью Прикаспийской низменности Западной ильменно-бугровой равнины, на высоте около 20 метров ниже уровня мирового океана. Рельеф местности - ильменно-бугровый. Особенностью рельефа являются возвышающиеся над окружающей местности бугры Бэра. Понижения между буграми заняты ильменями, ериками и солончаками.  Почвенный покров комплексный: на буграх Бэра распространены бурые полупустынные почвы, в межбугровых понижениях ильменно-болотные и ильменно-луговые почвы.
По автомобильной дороге расстояние до областного центра города Астрахани составляет 100 км, до районного центра посёлка городского типа Лиман — 31 км. Ближайшие населённые пункты: село Михайловка, расположенное в 18 км к северо-западу от Проточного, и посёлок Новогеоргиевск, расположенный в 13 км к востоку.

## История
Посёлок Бантир был основан в 1923 году, когда на берегах Зензелинской протоки стали рыбацкие семьи. Село первоначально входило в состав Михайловского сельсовета Яндыковской волости Астраханского уезда Астраханской губернии. В 1927 году в составе Михайловского сельсовета передан Калмыцкой автономной области. В декабре 1943 года после выселения калмыцких семей и ликвидации Калмыцкой АССР передан Астраханской области.
В мае 1944 года из села Промысловка в посёлок Бантир был переведён колхоз имени Молотова. В ноябре 1952 года посёлок Бантир переименован в село Проточное. В 1957 году колхоз имени Молотова переименован в колхоз "40 лет Октября". В 1975 году в результате разукрупнения Ново-Георгиевского сельского совета образован Проточенский сельский совет.

## Население
| 2002 | 2010 | 2012 | 2013 | 2014 | 2015 | 2016 |
| ---- | ---- | ---- | ---- | ---- | ---- | ---- |
| 597  | ↗610 | ↘596 | ↗624 | ↗631 | ↘610 | ↗614 |
| 2017 |      |      |      |      |      |      |
| ↘598 |      |      |      |      |      |      |

## Экономика
Колхоз 40-летия Октября

## Социальная сфера
В селе действуют средняя школа, детский сад, фельдшерский пункт, клуб,с/х.